# Maggio di sangue
Con maggio di sangue (in tedesco: Blutmai) ci si riferisce a diversi giorni di rivolte da parte dei sostenitori del Partito Comunista Tedesco (KPD), all'inizio di maggio 1929, che portarono alla violenza tra i manifestanti comunisti e i membri della polizia di Berlino che era sotto il controllo del Partito socialdemocratico tedesco (SPD).
A dispetto del divieto di raduni pubblici a Berlino, il KPD organizzò una manifestazione per celebrare il 1º maggio. Anche se intervennero meno sostenitori di quanto sperava il KPD, la risposta della polizia di Berlino fu immediata e dura, usando armi da fuoco contro civili per lo più disarmati. Durante i tre giorni di disordini vennero uccisi 33 civili e oltre mille presi in custodia dalla polizia. L'evento rappresentò un momento significativo del declino della Repubblica di Weimar e della sua stabilità politica. L'incidente segnò anche un punto di svolta nei rapporti tra il governo dell'SPD di centro-sinistra e il KPD di estrema sinistra, allineato a Mosca, indebolendo ogni prospettiva di un'opposizione di sinistra unita al fascismo e al nascente Partito Nazionalsocialista Tedesco dei Lavoratori. Le critiche alla gravità della risposta della polizia portarono anche a un'ulteriore erosione della fiducia del pubblico nei confronti del governo.

## Scenario
Il Partito socialdemocratico (SPD) era emerso con il maggior numero di seggi al Reichstag dalle elezioni federali tedesche del 1928, con 153 dei 491 seggi. Questa vittoria era dovuta alla sua posizione di leader nella Coalizione di Weimar e agli anni 1920, politicamente liberali ed economicamente prosperi. Tuttavia, a causa dei suoi accordi di coalizione con partiti centristi e persino di destra, si trovò in difficoltà nel perseguire riforme significative rivolte ai rapporti di lavoro e ai diritti dei lavoratori. 
Il KPD, nel frattempo, era rimasto uno dei partiti comunisti più grandi e politicamente più potenti in Europa e in realtà vide il suo numero di seggi aumentare, nelle elezioni del 1928, da 45 a 54. Il KPD era guidato da Ernst Thälmann, che sosteneva uno stretto orientamento con l'Unione Sovietica e l'Internazionale Comunista. A quel tempo, la posizione dominante sostenuta da Mosca era che la socialdemocrazia era una forma di socialfascismo che frustrava piuttosto che aiutare il proletariato. Di conseguenza, il KPD sotto Thälmann seguì una posizione ostile e conflittuale verso l'SPD che veniva considerato difensore dello status quo capitalista. Questa percezione venne incoraggiata da numerosi politici anticomunisti dell'SPD nei governi tedesco e prussiano, tra cui il cancelliere Hermann Müller, il Ministero federale dell'interno, dei lavori pubblici e della patria Carl Severing, il Ministro presidente della Prussia Otto Braun, il ministro degli interni dello Albert Grzesinski Albert Grzesinski e il capo della polizia di Berlino Karl Zörgiebel.
Nonostante i suoi ideali di democrazia e liberalismo, la Repubblica di Weimar aveva acquisito istituzioni statali fortemente militariste abituate a utilizzare metodi repressivi dal suo predecessore autoritario. La polizia di Berlino utilizzava metodi di addestramento in stile militare ed era criticata sia per la sua cultura reazionaria che per l'acquisizione di armi e attrezzature di fanteria. La polizia fu regolarmente coinvolta nella violenza politica durante gli anni '20, anche contro i dissidenti comunisti. Ciò portò alla volontà della polizia di Berlino di utilizzare un "vantaggio militare per infliggere una sconfitta decisiva al "nemico proletario"".

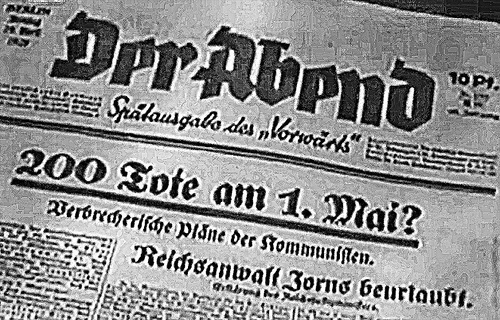
Titolo di Der Abend (La sera), ultima edizione di Vorwärts, il 29 aprile 1929: "200 morti il 1º maggio? I piani criminali dei comunisti"

Il KDP aveva un'ala paramilitare, il Rotfrontkämpferbund (RFB), che aveva una storia di scontri con la polizia. Come la Sturmabteilung nazista (SA), la RFB operava in piccole squadre mobili di combattimento addestrate (a vari livelli) nei combattimenti di strada. Alla fine del 1928 quattro persone erano morte in scontri tra gruppi paramilitari. Nel dicembre 1928 Zörgiebe emise un divieto di raduni all'aperto a Berlino, citando un recente accoltellamento che aveva coinvolto membri della RF 
Il divieto sembrava anche affermare la linea ufficiale del partito comunista secondo cui il capitalismo era entrato nel suo Terzo periodo e quindi lo stato sarebbe diventato più draconiano nell'ostruire gli sforzi per organizzare il proletariato.
In vista della celebrazione della Giornata internazionale dei lavoratori del 1929 il 1º maggio, i giornali affiliati al KPD esortarono membri e simpatizzanti a scendere in piazza. Il KPD chiese ai lavoratori di sfidare il divieto e di organizzarsi pacificamente, ma essere pronti a scioperare il 2 maggio "se Zörgiebel avesse osato spargere il sangue dei lavoratori". 
Il quotidiano Die Rote Front sottolineò "l'intensificata azione degli organi di potere dello Stato capitalista contro il proletariato" nel descrivere la potenziale violenza della polizia contro i comunisti. Il quotidiano SPD, Vorwärts, riportò la convinzione del politico SPD Franz Künstler che il KPD stesse cercando di sacrificare intenzionalmente le vite dei sostenitori, dicendo che il partito avrebbe dovuto "fare i conti con 200 morti". 
Il sostegno dell'SPD al divieto, tuttavia, non fu unanime, vista l'atteggiamento di un governo socialdemocratico che impediva le riunioni pubbliche in occasione di una festa internazionale per uomini e donne che lavoravano. Nel frattempo, il quotidiano nazionalsocialista Der Angriff dichiarò, nell'aprile 1929, che i combattimenti tra SPD e KPD rappresentavano un "vento favorevole" per il partito nazista.

## Rivolte dell'1-3 maggio
Il 1º maggio il KPD non riuscì a organizzare una manifestazione superiore al normale e la maggior parte dei manifestanti proveniva dalle roccaforti comuniste nel nord e nell'est di Berlino. La maggior parte delle aziende operavano normalmente. I sindacati affiliati all'SPD tennero le proprie riunioni pacifiche e ben frequentate in assemblee al chiuso. La polizia di Berlino, tuttavia, rispose comunque con forza ai raduni all'aperto, con squadre mobili che arrivavano su camion e attaccavano i civili con manganelli dove era stata segnalata qualsiasi manifestazione. Quando le riunioni politiche al chiuso si sciolsero e la gente scese in strada per tornare a casa, la polizia arrestò i cittadini semplicemente perché si erano trovati dalla parte sbagliata di un posto di blocco della polizia o erano state coinvolte in fuga da una sortita della polizia. 
Le forze dell'ordine gestirono la sfida al divieto come se fosse stata la rivolta popolare invocata dalla stampa comunista, piuttosto che l'atto confuso e casuale di disobbedienza civica quale era veramente.
La polizia presto sgomberò le strade del centro di Berlino. Nel distretto di Wedding, sede di molti sostenitori comunisti, la violenza della polizia si andò gradualmente intensificando in continui combattimenti di strada, anche contro i civili che avevano eretto barricate. La polizia di Berlino iniziò a usare armi da fuoco e una delle prime vittime fu un uomo che stava guardando affacciato alla sua finestra. La polizia sarebbe stata successivamente criticata per non aver avvertito che avrebbe sparato a vista. Altre due vittime vennero colpite attraverso le porte, tra cui un uomo di 80 anni nel suo appartamento. La maggior parte dei combattimenti furono limitati a Köslinerstrasse a Wedding e a mezzanotte la maggior parte dell'area era sotto il controllo della polizia. Nel sud-est, nel distretto di Neukölln (un altro baluardo del KPD) intorno alla Hermannstrasse, i disordini sarebbero durati fino a sera, con la polizia che utilizzava veicoli militari e auto blindate, puntando occasionalmente le armi contro le residenze.

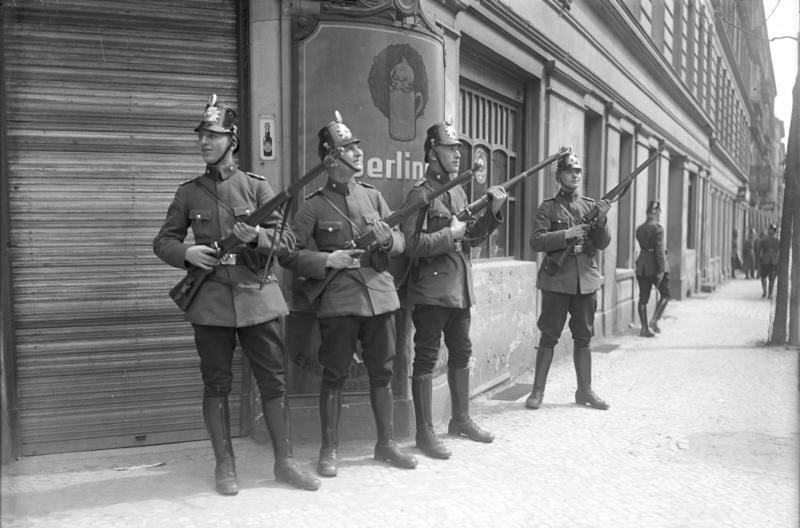
Polizia di Berlino per le strade di Neukölln.

Il 2 maggio Severing incontrò Grzesinski e il primo ministro prussiano Braun. Misero immediatamente al bando il principale quotidiano comunista tedesco Die Rote Fahne, sia come conseguenza del suo incitamento, ma anche per ostacolare la diffusione delle notizie sull'elevato numero di vittime civili. Al Reichstag, il politico del KPD Wilhelm Pieck condannò Zörgiebel come un "comune assassino". Il KPD aveva indetto uno sciopero generale il 2 maggio in risposta alla violenza della polizia, ma come in occasione del 1º maggio, venne accolto con scarso successo. Il KPD affermò che 25 000 persone avevano scioperato a Berlino il 2, 3 e 4 maggio e altre 50 000 erano uscite in segno di simpatia in tutta la Germania.
La RFB, che in precedenza operava clandestinamente per paura di una proscrizione totale, si era unita alla rivolta di Wedding nel pomeriggio del 2 maggio, costruendo ancora una volta barricate in azioni difensive in gran parte spontanee. Vennero sparati colpi di arma da fuoco tra i militanti comunisti e la polizia nelle strade. I resoconti della polizia e dei media contemporanei descrissero una battaglia urbana equilibrata tra entrambe le parti, sebbene gli studiosi moderni le contestino. Ad esempio, la polizia di Berlino attaccò Köslinerstrasse da entrambe le estremità, dando l'impressione che gli spari provenissero da entrambi i lati delle barricate. La polizia impose un coprifuoco generale, portando a scontri confusi nell'oscurità. I comunisti non erano armati o preparati come la polizia, alcuni avevano saccheggiato un negozio di ferramenta per prendere pistole che sembravano armi da fuoco ma non sparavano proiettili.
Nel pomeriggio del 3 maggio i combattimenti erano terminati e il 6 maggio la polizia di Berlino revocò la legge marziale nei distretti di Wedding e Neukölln. Grzesinski estese il divieto alla RFB da Berlino a tutta la Prussia; entro il 15 maggio la RFB e la sua ala giovanile, il Rote Jungfront (RJ), erano stati dichiarati illegali in tutto il paese. La polizia condusse perquisizioni casa per casa a Wedding e effettuò ulteriori arresti, accrescendo la tensione politica prodotta dalle rivolte. A quel punto la dura repressione della polizia aveva portato a un gran furore nel Reichstag e nella dieta prussiana, con una forte copertura mediatica da parte di giornali indipendenti e di parte.

## Conseguenze
Venne stabilito che più di trenta persone erano state uccise, tutti civili, e tutte da armi da fuoco della polizia tranne una persona colpita da un furgone della polizia in corsa. Circa 200 erano state ferite e circa 1 200 arrestate, ma solo 44 imprigionate (cinque erano membri della RFB). Otto dei civili uccisi erano donne e diciannove residenti di Wedding. Delle prime 25 vittime, due erano membri della SPD e diciassette non appartenevano a nessun partito; nessuno era membro della KPD. La maggior parte dei rapporti di polizia affermava che l'identità dell'assassino era sconosciuta. La polizia non trovò prove che i manifestanti che erano scesi in piazza fossero preparati per l'insurrezione armata, con la perquisizione casa per casa a Wedding che fece trovare principalmente residuati bellici della prima guerra mondiale
Poco più di un mese dopo le rivolte, il KPD tenne il suo XII congresso a Berlino. Approvò una risoluzione che definiva le rivolte "un punto di svolta negli sviluppi politici in Germania... erano apparsi i presupposti per l'approccio di una situazione immediatamente rivoluzionaria, con lo sviluppo della quale la rivolta armata sarebbe stata inevitabile." 
Il KPD approfondì il proprio impegno nell'opporsi all'SPD come istituzione fascista che avrebbe usato gli strumenti dello Stato contro di loro. Eppure c'era meno riconoscimento del fatto che il KPD non fosse riuscito a raccogliere il tipo di influenza nazionale o anche locale a Berlino per lanciare effettivamente una ribellione di pericolo credibile per lo status quo. La rivolta era stata meno motivata dal clamore del KPD in quanto si trattava di una reazione più o meno spontanea alle tattiche di polizia dalla mano pesante, anche se i quartieri in questione erano occupati prevalentemente da comunisti.
L'SPD aveva il suo equivalente della prospettiva del "socialfascismo" nelle ansie dei suoi leader per una nuova rivolta spartachista. Sebbene il KPD desiderasse rovesciare la Repubblica di Weimar, i partiti estremisti non ebbero lo stesso fascino che avrebbero goduto dopo la Grande depressione del 1929 che colpì la Germania. Il governo della SPD considerava il KPD più una minaccia rispetto al partito nazista, come evidenziato da Grezesinski che revocava il divieto di parlare pubblicamente ad Adolf Hitler nel settembre 1928. Le "valutazioni isteriche" dei politici dell'SPD sulla minaccia rappresentata dal KPD, combinate con la natura militante della polizia di Berlino, fecero sì che il conflitto e persino la violenza tra i due gruppi divenisse probabile se non inevitabile.